# Epinephelus undulatostriatus
Epinephelus undulatostriatus är en fiskart som först beskrevs av Peters, 1866.  Epinephelus undulatostriatus ingår i släktet Epinephelus och familjen havsabborrfiskar. IUCN kategoriserar arten globalt som otillräckligt studerad. Inga underarter finns listade i Catalogue of Life.